# Бегимов, Камаш Тегинович
Камаш Тегинович Бегимов — советский хозяйственный, государственный и политический деятель.

## Биография
Родился 15 сентября 1920 года в селе Каражар, Тельманского района, Карагандинской области. Член КПСС с 1945 года.
· 09.09.1938 — 15.11.1939 г. Учитель начальной школы (Тельманское РайОНО);
· 29.11.1939 — 20.07.1946 гг. Служба в рядах Советской Армии;
· 01.08.1946 г. утвержден инструктором Карагандинского Обкома Комсомола;
· 21.11.1946 г. избран секретарем по кадрам Карагандинского Обкома Комсомола;
· 15.06.1949 — 29.08.1951 гг. Второй секретарь Карагандинского Обкома Комсомола;
· 01.091951 — 31.07.1953 гг. Учёба в партшколе при ЦК КП Казахстана;
· 23.08.1953 — 27.09.1954 гг. Второй секретарь Балхашского городского комитета КПКаз;
· 10.10.1954 — 07.01.1955 гг. Инструктор промышленно транспортного отдела ОК КПКаз;
· 08.01.1955 — 01.03.1962 гг. Секретарь Саранского городского комитета КПКаз;

Работа в ЦЕНТРАЛЬНОМ КОМИТЕТЕ КП КАЗАХСТАНА
· 05.03.1962 г. Заведующий сектором отдела пропаганды и агитации ЦК КПКаз;
· 09.02.1963 г. Инструктор отдела Бюро ЦК КПКаз по руководству промышленностью и строительством;
· 07.05.1963 — 16.11.1963 гг. Заведующий сектором пропаганды идеологического отдела ЦК КПКаз;

Работа в АЛМА-АТИНСКОМ ОБКОМЕ КП КАЗАХСТАНА
· 15.11.1963 — 01.01.1968 гг. Первый секретарь Фрунзенского райкома КПКаз г. Алма-Аты;
· 01.01.1968 — 06.01.1975 гг. Секретарь Талды-Курганского обкома КП Казахстана;

Государственный комитет Совета Министров КазССР по делам издательств, полиграфии и книжной торговли
· 06.01.1975 — 06.10.1976 гг. Заместитель председателя.

СОВЕТ ПО ДЕЛАМ РЕЛИГИИ ПРИ СМ СССР
· 06.10.1976 — 30.10.1980 гг. Уполномоченный Совета по делам религии при Совете Министров КазССР;
С 30.10.1980 г. — на пенсии.
Умер в декабре 1991 года.